# Ischnocampa discopuncta
Ischnocampa discopuncta là một loài bướm đêm thuộc phân họ Arctiinae, họ Erebidae.